# Бейсбол на Азиатских играх
Турниры по бейсболу Азиатских игр — соревнования мужских национальных бейсбольных сборных команд стран Азии, проводимые в рамках Азиатских игр под эгидой Азиатской федерации бейсбола (BFA) и Олимпийского Совета Азии.
Азиатские игры проводятся с 1951 года. С 1954 — раз в 4 года. Бейсбол включён в программу соревнований в 1994 году (XII игры).
6 раз в турнирах побеждала сборная Южной Кореи и по одному разу — сборные Японии и Тайваня.

## Призёры Азиатских игр
| Год  | Место проведения     | Золото      | Серебро     | Бронза      |
| 1994 | Хиросима (Япония)    | Япония      | Южная Корея | Тайвань     |
| 1998 | Бангкок (Таиланд)    | Южная Корея | Япония      | Тайвань     |
| 2002 | Пусан (Южная Корея)  | Южная Корея | Тайвань     | Япония      |
| 2006 | Доха (Катар)         | Тайвань     | Япония      | Южная Корея |
| 2010 | Гуанчжоу (Китай)     | Южная Корея | Тайвань     | Япония      |
| 2014 | Инчхон (Южная Корея) | Южная Корея | Тайвань     | Япония      |
| 2018 | Джакарта (Индонезия) | Южная Корея | Япония      | Тайвань     |
| 2022 | Ханчжоу (Китай)      | Южная Корея | Тайвань     | Япония      |